# Coscinodiscus
Coscinodiscus és un gènere d'organismes cromalveolats i una diatomea. De vegades fa en el mar grans expansions vegetatives.

## Taxonomia
- Coscinodiscus concinnus
- Coscinodiscus granii
- Coscinodiscus radiatus
- Coscinodiscus wailesii